# Загорська Людмила Михайлівна
Людмила Михайлівна Загорська (нар. 14 січня 1973, Вінниця, Українська РСР) — українська акторка театру та кіно.

## Життєпис
Народилася Людмила взимку 1973 року, в ніч з 13 на 14 січня в місті Вінниця, на мальовничих берегах Південного Бугу. Дитинство її мало відрізнялося від життя інших радянських дітлахів. У півтора року мама змушена була здати дівчинку в яслі, оскільки потрібно було йти заробляти гроші. 
    Уже в дитячому садку Людмила вирішила стати акторкою і розпочала серйозну підготовку до майбутньої професії. В три роки Люся навчилася читати, а  в 5 років її вже «позичали» в молодшу ясельну групу, щоб вона дітлахам розповідала казки на пам'ять... Це і був її перший глядач. У 4-ри роки Люся вмовила батьків віддати її в танцювальний гурток, де решта дітей були не молодше 7-ми. Але манюня так старалася, що їй дозволили плутатися в ногах у інших. Незабаром Людмила почала робити чималі успіхи в хореографії і в 7 років її прийняли в найпрестижніший ансамбль у місті при Вінницькому Палаці дітей та юнацтва.
     До школи Людмила пішла азартно й радісно. У молодших класах була круглою відмінницею. Тягнула на собі хор, заняття скрипкою, самодіяльність класу, школи та району, брала участь у міських олімпіадах з алгебри, геометрії та літератури. Її фотографії висіли на дошках пошани школи і міста. Але, незважаючи на всі шкільні успіхи, всі свої сподівання і прагнення пов'язувала з ансамблем танцю «Барвінок», у якому протанцювала до 17-ти років. За ці десять років  стала солісткою, об'їздила з концертами безліч міст Союзу та на кордоном. За цей час ансамбль став лауреатом багатьох республіканських і міжнародних фестивалів, його нагородили статусом «Зразкового» і без його виступів не обходився жоден урядовий концерт.   Але ця щаслива пора закінчилася, разом із дитинством. Прийшов час реалізовувати те, до чого Людмила так довго готувалася - вступати до театрального інституту...
    І вступила. У 1990-му році.  З першого разу. Досі вважає це найщасливішою подією в житті й вдячна викладачам, які розгледіли щось у провінційній дівчинці в маминій вишиванці - Булизі Олександру Олексійовичу, Щоголєву Валентину Васильовичу, та народному артистові СРСР Юрію Миколайовичу Мажузі.
    Навчалася Людмила жадібно, натхненно. Перший курс закінчила з одними п'ятірками і їй суттєво підвищили стипендію. Вона зрозуміла, що на задоволенні можна навіть заробляти, і відучилася чотири роки на відмінно, з іменною стипендією розміром з викладацьку зарплату. Ну і, звісно, червоний диплом на додачу... У дипломних виставах виконала одразу дві головні ролі: тендітну Лізоньку у п'єсі  «Не було ні гроша та раптом алтин» та потужну комедійну Секлиту Лимариху у виставі «За двома зайцями» (за п”єсою Михайла Старицького). Обидві з великим успіхом.
1994 році закінчила Київський державний інститут театрального мистецтва імені Карпенка-Карого.
     Ще на третьому курсі Людмилу запросили взяти участь у виставі  Київського ТЮГу на Липках. Вона пропрацювала там два роки, але після закінчення інституту була спроба створити театр на базі курсу, на якому вона навчалася, і Людмила пішла туди. Педагоги курсу поставили там кілька вистав, але прокатувати їх було клопітно, не дуже прибутково, і скоро ця справа зовсім зів'яла... Потім Загорська потрапила ще в кілька приватних театрів, з успіхом гастролювала школами і  селами... З останньої гастролі  трупа змоталася, не заплативши за нічліг, оскільки зовсім прогоріла... Лихі -90-ті... Остаточно зневірившись, володарка червоного диплома зібрала небагаті манатки і повернулася в рідну домівку... І там, у Вінниці, несподівано для себе, потрапила до експериментального театру, що тільки зароджувався. Їх було всього троє — режисер та двоє артистів, які випустили і з успіхом грали три вистави. Вінницька публіка ломилася на ці спектаклі.  Але і цей театр не вижив. Сцену відібрали, трупа розлетілася хто куди.
І через чотири роки, у  1998, Людмила Загорська знову опинилася в Київському  ТЮГу на Липках. Цього разу  її запросили зіграти роль Марійки у виставі «Ніч на полонині» за Олександром Олесем (реж. В. Скакун), слідом Костянтин Дубінін покликав у танцювальну комедію за Нілом Саймоном «Танцюй під свою дуду», - одразу на дві головні ролі Коні та Пеггі. І того ж року Загорська отримала там ще дві цікаві великі ролі - Магда у виставі «Камера Обскура» (реж. Євген Курман) та Маша у «Чайці» в постановці Віктора  Гирича. Чотири великі ролі за один сезон - це небувала радість для актриси-початківця. Тому не дивно, що Людмила Загорська досі є провідною акторкою цього театру. За цей час було зіграно більше двадцяти головних ролей у самих різноманітних постановках.
Шлях до кіно був набагато довший. Свій перший епізод Людмила Загорська зіграла лише напочатку 2000-х, в фільмі «Богдан-Зиновій Хмельницький» — знятий Київською кіностудією імені Олександра Довженка. Там вона не промовила жодного слова, лише танцювала на балу в ролі польської шляхтянки. До першої великої ролі довелося чекати ще чотири роки. Це був телевізійний фільм “Полювання за тінню” (2004 р.) де Людмила зіграла роль Світлани - подруги головного героя. Далі була головна роль  Вікторії у фільмі “Стара подруга” вже в 2006 році. Глядачам також запамʼяталась Людмила Загорська в дуже драматичній ролі Оксани Сараніної в серіалі “Вчора закінчилась війна”, і милої та смішної Ілони в першому україномовному серіалі “Тільки кохання” (2010 рік). Найбільш значущі ролі прийшли до Людмили вже у зрілому віці.  Це Зося в історичному українському фільмі “Століття Якова”, провідниця Оля  в серіалі “Провідниця”, кумедна Даша в серіалі “Тато Ден”. А ще цікаві  ролі в серіалах “Друге дихання”, “Квіти дощу”, “Прислуга”, “Німа” та інші… 
Дуже важдива для Людмили робота у фільмі “Генделик” режисера Тараса Дударя (2019 рік), де вона не лише зіграла одразу три ролі, а і була співавтором сценарію. Фільм  довго не міг дійти до свого глядача через пандемію та карантини і вийшов  на екрани вже під час війни в 2023 році.  
Наразі акторка  має в творчому доробку багато цікавих та різноманітних ролей, самого різного амплуа.  

## Театральні роботи
- Магда — В.Набоков «Камера Обскура»;
- Маша — А. П. Чехов «Чайка»;
- Херарда — Лопе де Вега «Винахідлива закохана»;
- Марісабель — А.Курейчика «Обережно, — жінки»;
- Марійка — О.Олесь «Ніч на полонині»;
- Конні — Ніл Саймон «Танцюй під свою дуду»;
- Олена Сергіївна — І.Десніцкий «Історія майстра Михайла Булгакова і його Маргарити Олени Сергіївни»;
- Вдова — Тоніно Гуерра «Вдова»;
- Фру Лінне — Г.Ібсен «Ляльковий дім»;
- Принц — Ян Гловацький «Замазури»;
- Теа — Г.Ібсен «Геда Габлер».
- Графиня — Бомарше «Шалений день, або одруження Фігаро»
- Місіс Отіс — Оскар Уальд «Привид замку Кентервіль»
- Мадлена Бежар — «Мольєріана» за творами Міхайла Бугакова
- Сеньйора Капулетті — Шекспір «Ромео та Джульєтта»
- Місіс Чівлі - «Ідеальний чоловік» Оскар Уальд
- Ганна — Ольга Кобилянська «Меланхолійній вальс»

## Фільмографія
Відома як «Зося» з міні-серіалу «Століття Якова». В 2018 році номінована на премію «Телетріумф» як краща акторка за роль у серіалі «Тато — Ден»
2025 - Тілоохоронець - Рита, головна роль
2024 - Крашанка - Валька-поштарка,
- 2020 — Ти тільки мій — Тетяна Кравчук
- 2020 - Мій чоловік, моя жінка.- Ліля
- 2020 — Жіночі секрети - Тоня
- 2020 - Продається будинок з собакою. - Маруся.
- 2019 - Генделик - Панночка, дружина Івана Герасимова, головна роль.
- 2019 — Чуже життя — Галина
- 2019 - Німа - Надія, психолог, головна роль
- 2019 — Серце матері - Людмила, головна роль.
- 2018  «Прислуга» — Віра, головна роль
- 2017 «Квіти дощу» — Ірина, головна роль
- 2017 «Тато — Ден» — Даша, головна роль
- 2017 «Провідниця» — провідниця Ольга, головна роль
- 2017 «Століття Якова» — Зося, польська шляхтянка, Кохана Якова,- головна роль
- 2017 «Подаруй мені життя» — Лідія, головна роль
- 2016 «Друге дихання» — Наталя, головна роль
- 2016 «Гроза над Тихоріччям» — Марія Лошкарєва, головна роль
- 2016 «Листи з минулого»
- 2015 «Офіцерські дружини» — Ганна
- 2015 «Пес» — Світлана
- 2014 «Дитина на мільйон» — Віра Задоріна
- 2014 «Справа для двох» — Ірина, серіал
- 2014 «Особиста справа» — Надія
- 2011 «Острів непотрібних людей» — Ніна, дружина Вадима
- 2010 «Вчора закінчилась війна» — Оксана Сараніна, одна з головних ролей
- 2010 «Тільки кохання» — Ілона, одна з головних ролей
- 2008 «Неодинокі» частина 3-тя — Тоня, головна роль
- 2008 «Доярка з Хацапетівки 2: Виклик долі» — епізод
- 2007 «Кольє для снігової баби» — Люся, епізод
- 2007 «Жага екстриму» — Людмила
- 2007 «Колишня» — Люся, одна зголовніх ролей
- 2006 «Утьосов. Пісня довжіною у жіття» — Ліза Мельнікова, соратниця Мішки Япончика
- 2006 «Стара подруга» — Вікторія, бізнесвумен, головна роль
- 2005 «Полювання за тінню» — Світлана, головна роль
- 2005 «Близькі люди» — роль: Валя
- 2001 «Слід перевертня» — епізод